# الن شیهان
الن شیهان (انگلیسی: Alan Sheehan؛ زادهٔ ۱۴ سپتامبر ۱۹۸۶ بازیکن فوتبال اهل جمهوری ایرلند است.
از باشگاه‌هایی که در آن بازی کرده است می‌توان به باشگاه فوتبال اولدهام اتلتیک، باشگاه فوتبال سوئیندون تاون، باشگاه فوتبال برادفورد سیتی، باشگاه فوتبال کرو آلکساندرا، باشگاه فوتبال پیتربورو یونایتد، باشگاه فوتبال لیدز یونایتد، باشگاه فوتبال نوتس کانتی، باشگاه فوتبال لستر سیتی، باشگاه فوتبال لوتون تاون، و باشگاه فوتبال منزفیلد تاون اشاره کرد.
وی همچنین در تیم ملی فوتبال زیر ۲۱ سال جمهوری ایرلند بازی کرده است.